# Hérulphe de Langres
Hérulphe est un moine et évêque de la seconde moitié du VIIIe siècle (entre les années 750 et 780), fondateur de l'abbaye d'Ellwangen en Souabe et d'autre part mentionné comme 31e évêque de Langres. Mais les indications sur cette personne sont extrêmement confuses.

## Biographie
La source ancienne est une Vie rédigée vers 850 par le moine Ermenric d'Ellwangen, mais dont le texte nous est parvenu seulement dans un lectionnaire du XIIe siècle sous une forme remaniée. Il y aurait deux frères aux noms très proches (Hérulf ou Ariolf, et Erlolf ?), fils d'un comte souabe, qui auraient fondé sur les terres de leur père (vers 750 ? ou en 764 ?) l'abbaye d'Ellwangen, et qui se seraient succédé à la tête du diocèse de Langres (entre les années 760 et les années 780). Selon la Vie, Hariolfus aurait été en même temps premier abbé d'Ellwangen et évêque de Langres. Les frères auraient fait venir à Ellwangen les reliques des martyrs orientaux Speusippe, Éleusippe et Méleusippe.
L'histoire de l'abbaye n'est documentée qu'à partir du 8 avril 814, date du testament en sa faveur d'un certain Suonhar, membre de la communauté, qui apparaît dans la Vie comme un noble devenu moine. L'abbaye connut ensuite au IXe siècle une période florissante.
C'est un saint des Églises chrétiennes célébré le 13 août ,.